# Ceratosoma condylocoxa
Ceratosoma condylocoxa är en mångfotingart som beskrevs av Carl Graf Attems. Ceratosoma condylocoxa ingår i släktet Ceratosoma och familjen knöldubbelfotingar. Inga underarter finns listade i Catalogue of Life.